# برایان براون
برایان براوْن (به انگلیسی: Bryan Brown) (زاده ۲۳ ژوئن ۱۹۴۷) بازیگر استرالیایی است. از فیلم‌های او می‌توان به مهلت گالیپولی ، شکوفه ، استرالیا، و سپس پولی آمد، سلامم را به برود استریت برسانید، کارهای کثیف، دین اسپانلی، پالم بیچ، مالت، کیت زیبا و خدایان مصر اشاره کرد.